# Župnija Podsreda
Župnija Podsreda je rimskokatoliška teritorialna župnija Dekanije Kozje–Rogatec–Šmarje pri Jelšah Škofije Celje.

## Sakralni objekti
| #  | Slika                     | Ime                             | Naselje                     |
| -- | ------------------------- | ------------------------------- | --------------------------- |
| 1. | Klikni za spremembo slike | Cerkev sv. Janeza Krstnika      | Podsreda                    |
| 2. | Klikni za spremembo slike | Cerkev sv. Ožbolta              | Pečice                      |
| 3. | Klikni za spremembo slike | Cerkev Žalostne Matere Božje    | Gradišče (Stara sveta gora) |
| 4. | Klikni za spremembo slike | Kapela sv. Ane                  | Gradišče (Stara sveta gora) |
| 5. | Klikni za spremembo slike | Kapela sv. Mohorja in Fortunata | Gradišče (Stara sveta gora) |